# La Manga (Argentina)
La Manga es una localidad argentina ubicada en el Departamento San Pedro de la Provincia de Jujuy. se encuentra 4 km al norte de San Pedro de Jujuy, de la cual depende administrativamente. Presenta el aspecto de una isla rodeado de cañaverales propiedad del Ingenio Ledesma. La totalidad de la población se desempeña en las tareas de dichos cañaverales. El período de ocupación funciona en ella una escuela primaria.